# Machadocara
Machadocara är ett släkte av spindlar. Machadocara ingår i familjen täckvävarspindlar.
Kladogram enligt Catalogue of Life:
| Machadocara | \| \| Machadocara dubia \| \| \| \| \| \| Machadocara gongylioides \| \| \| \| |
|             | \| \| Machadocara dubia \| \| \| \| \| \| Machadocara gongylioides \| \| \| \| |
|             | Machadocara dubia                                                              |
|             |                                                                                |
|             | Machadocara gongylioides                                                       |
|             |                                                                                |